# (36084) 1999 RR85
1999 RR85 (asteroide 36084) é um asteroide da cintura principal. Possui uma excentricidade de 0.05204480 e uma inclinação de 11.63244º.
Este asteroide foi descoberto no dia 7 de setembro de 1999 por LINEAR em Socorro.